# Sam & Max: Culture Shock
Sam & Max: Shock Culturale (in originale Culture Shock) è il primo episodio della prima serie di Sam & Max sviluppata dalla Telltale Games e distribuito da GameTap. Nel 2020 è uscita la remastered del titolo, insieme all'intera stagione ad opera di Skunkape Games per Nintendo Switch e PC col nome di Sam & Max Save the World remastered.

## Trama

### Introduzione
Mentre Sam e Max stanno giocando nel loro ufficio (con Sam che cerca di sparare a una mela sulla testa di Max) si accorgono di star ricevendo una telefonata. Tuttavia il telefono è scomparso e al suo posto c'è un foglietto che dice di "lasciare del formaggio svizzero vicino alla tana dei topi". Nello sgabuzzino c'è una gran quantità di formaggio, ma senza buchi - cosa a cui Sam rimedia sparandoci addosso. Lasciatolo davanti alla porta si scopre chi c'è dietro al furto del telefono: un ratto malvivente di nome Jimmy Due-Denti. Egli però ha delle richieste aggiuntive per rendere il telefono indietro. 
I due poliziotti prendono il ratto e, dopo averlo messo sulla scrivania, cercano di risolvere la questione: Sam vorrebbe ricorrere a vie pacifiche e ragionevoli, mentre Max alle torture più cruente. Il roditore non mostra alcun segno di timore o paura, ciononostante si lascia sfuggire il fatto che soffre di acrofobia. Quando il duo lo minaccia di buttarlo giù dalla finestra, finalmente tira fuori il telefono e Max lo lascia cadere ugualmente. Sam riceve una telefonata dal Commissario che informa i due poliziotti di parecchie denunce di attività illegali nel quartiere, in particolare nel negozio giù all'angolo.

### I tre Soda Poppers
Andando verso il negozio, i due incontrano uno dei tre "Soda Poppers", Specs. Il tipo inizia a divulgare che sta facendo dei graffiti sul muro con lo spray perché rappresentano Brady Culture e il suo amore per lui. Racconta che il programma di "Fitness Oculare Eye-Bo di Brady Culture" (che si concentra sull'allenamento dei globi oculari) gli ha fatto trovare una nuova luce nella sua vita, e dice ai due di vedere la pubblicità in TV per saperne di più. Sam e Max accendono il televisore nel loro ufficio e apprendono dei tre "Soda Poppers" (Specs, Peepers & Whizzer) e Brady Culture. 
Ma quando si recano nel negozio di Bosco, scoprono che quello che era stato denunciato come "attività illegale" è Whizzer - il Soda Popper celebre per i suoi attacchi di incontinenza -  che distribuisce dei video nel negozio del paranoico negoziante contro la sua volontà. Inoltre Bosco presenta il suo nuovo sistema di sicurezza, che è programmato per mandare automaticamente al tappeto tutti quelli che escono dal suo negozio cercando di portare via qualcosa. Egli vende anche un'"arma ad alta tecnologia" al modico prezzo di 10.000 dollari. Per rimediare tale cifra, Sam e Max ricorrono a una pratica poco ortodossa: distruggono il fanalino di coda della macchina di un ricco criminale, costringendolo a pagare 10.000 $ di multa. In cambio della somma, Bosco vende loro il "Lancialacrimogeni" (che poi si rivela essere una comunissima centrifuga per insalate piena di cipolle).
I due detective puntano poi verso l'ufficio di una psicologa autorizzata, Sybil Pandemik, ove trovano il terzo membro dei Soda Poppers, Peepers, il quale dichiara di essere lui Sybil. Tuttavia, accortisi di rumori provenienti dal ripostiglio, Sam apre la porta e viene fuori la vera Sybil, rinchiusa lì da Peepers. Discutendo con la psicoterapeuta, si evince che Peepers è vittima di un'ipnosi, così dopo che Sam lo fa piangere con il Lancialacrimogeni di Bosco per evitare che il Soda Popper veda cosa intendono fargli, Max lo stende con un pugno datogli con un guanto da box. Mentre è privo di sensi, Sybil gli dà l'ordine di "distruggere l'intruso nei suoi sogni", e quando rinviene, si capisce che è tornato alla normalità. L'ometto rivela che Brady Culture gli ha fatto il lavaggio del cervello e, non sapendo dove si trovi, i due tutori della legge dovranno chiedere ai suoi due fratelli.
Per far rinsavire Specs, Max gli getta una palla da bowling in testa dalla finestra dell'ufficio, dopo che Sam l'ha attirato lì rovinando un suo graffiti con una bomboletta spray trovata in terra. Pronunciato l'ordine da dare al subconscio di Specs, egli confessa di ricordare soltanto il numero civico della strada, poiché chi guidava il mezzo era Whizzer. Sam e Max riportano anche Whizzer alla normalità facendolo finire K.O. grazie al sistema di sicurezza di Bosco. Il Soda Popper si dà alla fuga temendo un arresto, ma i due riescono a raggiungerlo e a sapere dove si trova Culture. 

### Il Manipolatore
Per poter entrare nella Casa per Ex Star Bambine di Brady Culture, Sam e Max devono avere diagnosticato un Disordine della Personalità Artificiale (DPA), cosa comune nelle persone che un tempo erano bambini famosi nel mondo dello spettacolo. Chi è affetto da tale sindrome mostra i seguenti sintomi: ossessione per la fama o per il denaro, reazioni violente all'acconciatura dei capelli o all'odontoiatria, e un desiderio di sposare la loro stessa madre o di veder invecchiare i loro colleghi. Tornati da Sybil per verificare se Sam ne è affetto o meno, ella effettua su di lui tre test: macchie d'inchiostro, un test in cui il soggetto deve fare o dire ciò che gli viene naturale quando sente una certa parola, e analisi dei sogni, nella quale vengono analizzati i sogni del soggetto. Alla fine dei test a Sam viene diagnosticato il DPA. 
Il duo di investigatori torna alla Casa per Ex Star Bambine, dove incontrano Brady Culture in persona. Egli spiega loro che tutto ciò che voleva era "nient'altro che essere amato da tutti", e come l'incredibile popolarità dei Soda Poppers mise in ombra il suo show "Il Circolo di Culture". Infine colpisce Sam e Max con un raggio ipnotico, e prima che sia chiaro quel che accade dopo, Sam si ritrova a consegnare i video nel negozio di Bosco. Con la stessa procedura usata per de-ipnotizzare Whizzer, si manda al tappeto da solo, eliminando la presenza di Brady Culture nella sua testa. 
Al suo risveglio, si rende conto che il fanatico desideroso di vendetta ha rapito Max, e chiede aiuto a Bosco. Il negoziante afferma di poter creare un casco anti-ipnosi, ma avrà bisogno degli strumenti adatti e di un progetto. Presa la gruccia che serviva da antenna per la TV nel loro ufficio e ottenuto il progetto da Sybil, Bosco riesce a costruire l'elmetto che proteggerà Sam dall'ipnosi.
A questo punto il nostro si ripresenta nel covo di Brady Culture, insieme ai Soda Poppers, desiderosi di vendetta per essere stati ipnotizzati. Un po' ironicamente, Culture li re-ipnotizza per indurli ad attaccare Sam. Grazie a un astuto gioco di ordini, Sam riesce a far sì che i tre attacchino Brady Culture anziché lui, e può finalmente liberare il suo amico. 
Ma, una TV mostra al giocatore un indizio su cosa verterà il prossimo episodio...

## Personaggi
- Sam - Unico personaggio giocabile, insieme a Max deve fermare i Soda Poppers e Brady Culture
- Max - Il miglior amico di Sam. Lo aiuta in questo caso intricato.
- Hubert e Mr Spatola - Gli "animaletti" dell'ufficio di Sam e Max, rispettivamente una piantina moritura e un pesciolino rosso.
- Jimmy Due-Denti - Un ratto delinquente col cappello, che vive nella tana per topi dell'ufficio di Sam & Max, ai quali ruba il telefono all'inizio dell'episodio.
- Il Commissario - Informa via telefono Sam & Max del caso, e non compare mai fisicamente.
- Sybil Pandemik - Proprietaria dell'ufficio all'angolo destro della strada in cui vivono Sam & Max. È una psicologa autorizzata.
- Bosco - Paranoico proprietario del negozio all'angolo sinistro della strada in cui vivono Sam e Max. Si lamenta dell'introduzione forzata dei video di Eye-Bo nel suo negozio.
- I Soda Poppers - Peepers, Specs e Whizzer. Tre ex star bambine degli anni Settanta a cui Brady Culture ha fatto il lavaggio del cervello perché consegnino le sue videocassette.
- Brady Culture - L'antagonista principale di questo episodio. Vuole ottenere la fama desiderata ipnotizzando un grandissimo numero di persone.

## Curiosità
- Uno dei poster fuori dal teatro in cui si trova il covo di Brady Culture ritrae Harry LaTalpa (in originale Harry Moleman, che debutta nel 3º episodio della serie)
- Se si accende la TV in ufficio prima di parlare con uno qualsiasi dei Soda Poppers, apparirà una pubblicità sulla 'prismatologia', spiegata da Brady Culture.
- Il termine "shock culturale" fa riferimento a una fase di "ansia, smarrimento, disorientamento e confusione" che si ha quando si entra a contatto con una nuova cultura in un Paese straniero. Ciò si rispecchia nelle complicazioni che hanno Sam e Max quando incontrano la prima volta Brady Culture.

## Accoglienza
GameSpot premiò il gioco come Gioco Più Divertente del 2006 (Funniest Game of 2006). 